# Wellington (Utah)
Wellington é uma cidade localizada no estado norte-americano de Utah, no Condado de Carbon.

## Demografia
Segundo o censo norte-americano de 2000, a sua população era de 1666 habitantes.
Em 2006, foi estimada uma população de 1570, um decréscimo de 96 (-5.8%).

## Geografia
De acordo com o United States Census Bureau tem uma área de
9,1 km², dos quais 9,1 km² cobertos por terra e 0,0 km² cobertos por água. Wellington localiza-se a aproximadamente 1650 m acima do nível do mar.

## Localidades na vizinhança
O diagrama seguinte representa as localidades num raio de 28 km ao redor de Wellington.